# John Galsworthy
John Galsworthy, född 14 augusti 1867 i Kingston upon Thames i sydvästra London, död 31 januari 1933 i London, var en brittisk författare. Han mottog Nobelpriset i litteratur 1932, mindre än två månader före sin död.
Till hans produktion hör noveller, dramatik och essäer, men hans berömmelse vilar på romancykeln Forsytesagan (1906–1921) och dess fortsättning A Modern Comedy (1924–1928, "En modern komedi") och End of the Chapter, som skildrar en typisk engelsk överklassfamiljs öden under åren 1886–1926. Hans romaner och dramer var samhällskritiska gentemot den borgerliga egoismen och behovet att äga både egendom och människor.
Galsworthy föddes i Kingston Hill i Surrey i England i en välbeställd familj. Hans föräldrar var John och Blanche (f Bailey) Galsworthy. Han studerade vid Harrow och New College i Oxford, och utbildade sig till advokat. Han var inte särskilt intresserad av den banan och reste istället utomlands för att arbeta inom sjöfart för familjens räkning. På en resa med ett passagerarfartyg blev han bekant med Joseph Conrad vilket ledde till en livslång vänskap och en utvecklad litterär smak. 
År 1895 inledde Galsworthy ett förhållande med Ada Nemesis Pearson, hustrun till en av hans kusiner. Efter hennes skilsmässa gifte sig paret den 23 september 1905 och äktenskapet varade till Galsworthys död 1933. Ada blev förebild till Irene Forsyte i Forsytesagan som även rymmer lätt maskerade porträtt av Galsworthys släktingar.
Han debuterade 1897 under pseudonymen John Sinjohn med en novellsamling From the Four Winds. Han valdes till Internationella PEN-klubbens förste ordförande 1921, tilldelades Order of Merit 1929 – efter att tidigare ha avböjt att bli adlad – och tilldelades Nobelpriset i litteratur 1932 med motiveringen "för den förnäma skildringskonst, som i The Forsyte Saga uppnått sitt högsta uttryck".
Galsworthy avled i Grove Lodge i Hampstead i London av en hjärntumör. Han kremerades och hans aska spreds över South Downs från ett flygplan. Intresset för hans böcker dalade snabbt efter hans död, men växte igen efter tv-versionen av Forsytesagan 1967.